# ديتر كوفمان
ديتر كوفمان (بالألمانية: Dieter Kaufmann)‏ هو ملحن نمساوي، ولد في 22 أبريل 1941 في فيينا في النمسا.

## وصلات خارجية
- ديتر كوفمان على موقع IMDb (الإنجليزية)
- ديتر كوفمان على موقع ميوزك برينز (الإنجليزية)
- ديتر كوفمان على موقع ديسكوغز (الإنجليزية)